# Zygina angusta
Zygina angusta är en insektsart som beskrevs av Lethierry 1874. Zygina angusta ingår i släktet Zygina och familjen dvärgstritar. Arten är reproducerande i Sverige. Inga underarter finns listade i Catalogue of Life.